# Friherrinnan (Almqvist)
Friherinnan är en brevnovell av Carl Jonas Love Almqvist. Den avslutar band XI av den så kallade duodesupplagan av Törnrosens bok, vilket utkom 1838. Den korta texten utgörs av ett enda fiktivt brev, och kan ses som en hyllning till hunden, ett motiv som även förekommer i andra verk av författaren. 